# 2015年伊斯坦布尔自杀式炸弹袭击
2015年1月6日，来自达吉斯坦的戴安娜·拉玛佐诺娃在伊斯坦布尔市中心苏丹艾哈迈德地区，蓝色清真寺和圣索菲亚大教堂附近的一个警察局引爆了身上的炸弹背心。拉玛佐诺娃在袭击中丧生并造成两名警官受伤，其中一人后来经抢救无效死亡。拉玛佐诺娃是一名寡妇并怀有身孕，她的丈夫是挪威-车臣籍的伊斯兰国战士，2014年12月在叙利亚被杀害。

## 袭击
伊斯坦布尔省省长沙欣(土耳其語：Vasip Şahin)说，该名女子的英语有“浓重的口音”，并穿着尼卡布，在引爆炸弹之前她进入警察局，并告诉警察说她丢失了钱包。土耳其总理艾哈迈德·达武特奥卢告诉记者，袭击者还携带了另外两个爆炸装置，警察在现场安全地拆除了。爆炸现场附近的公共服务采取了紧急措施，通过该地区的有轨电车电缆被临时停电。除了施襲者，有一人在袭击中死亡，是一名来自特拉布宗的年轻警务人员，他刚刚做了父亲。

## 凶手
袭击发生后，警方拘留了六个人，其中包括三名外国人。
1月7日，极左武装组织革命人民解放黨-陣線（DHKP/C）声称对此次袭击负责，说这是“惩罚杀害贝尔金·埃尔万（Berkin Elvan）的凶手”和“打倒腐败的正义与发展党（AKP）保护的法西斯杀人犯、盗窃部长”。15岁的男孩贝尔金·埃尔万在2013年伊斯坦布尔的抗议活动中被一名警察发射的催泪瓦斯罐击中昏迷，2014年3月死亡。此次袭击发生的五天前（1月1日），另一名DHKP/C成员袭击了奥斯曼帝国时代的多爾瑪巴赫切宮外站岗的警察，投掷的两枚手榴弹没有爆炸。该建筑是土耳其总理驻伊斯坦布尔的办公室。
该组织还称，自杀式爆炸者是Elif Sultan Kalsen。后来前往刑事医疗中心辨认尸体的Kalsen家人对此予以否认，指出这不是他们的女儿。
2015年1月8日，凶手被确认为是戴安娜·拉玛佐诺娃，来自达吉斯坦的俄罗斯车臣公民。她在2014年与来自车臣的挪威公民Abu Aluevitsj Edelbijev结婚。他们在进入叙利亚之前，从2014年5月到7月在伊斯坦布尔待了三个月。在叙利亚Edelbijev为伊斯兰国战斗并被杀害。拉玛佐诺娃在此时怀孕，在她丈夫死亡不久后非法潜返土耳其。